# Rudolf Krziwanek
Rudolf Krziwanek (* 26. Dezember 1843 in Wien; † 10. Dezember 1905 in Wiener Neustadt) war ein österreichischer Hof-Fotograf und Erfinder in Wien.

## Leben
Sein erstes Atelier betrieb Rudolf Krziwanek ab 1870 unter verschiedenen Wiener Adressen. Um 1879 bis etwa 1900 betrieb er zusätzlich ein Sommeratelier in Ischl, bevor er nach 1900 Mitinhaber des Ateliers Skutha & Krziwanek in Wiener Neustadt wurde. Die als Lithografie vorgedruckten Kartonträger für seine im Kabinettformat oder im Format einer Carte de Visite verkauften Fotografien ließ Krziwanek teilweise bei seinem Bruder, dem in Wien tätigen Karl Krziwanek produzieren.
Noch 1905 meldete Krziwanek beim Österreichischen Patentamt ein Patent unter der Nummer 18.208 an, ein „Verfahren zur Speisung der Verbrauchsstellen einer Luftgasanlage von einer Zentralstelle aus“, bevor er im selben Jahr Suizid beging.

## Bildbeispiele

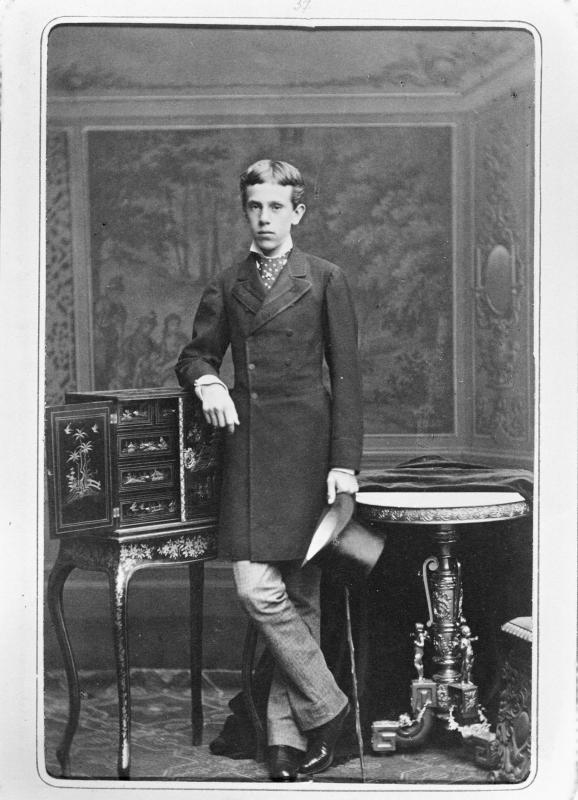
Der junge Kronprinz Rudolf von Österreich-Ungarn im Atelier, 1874
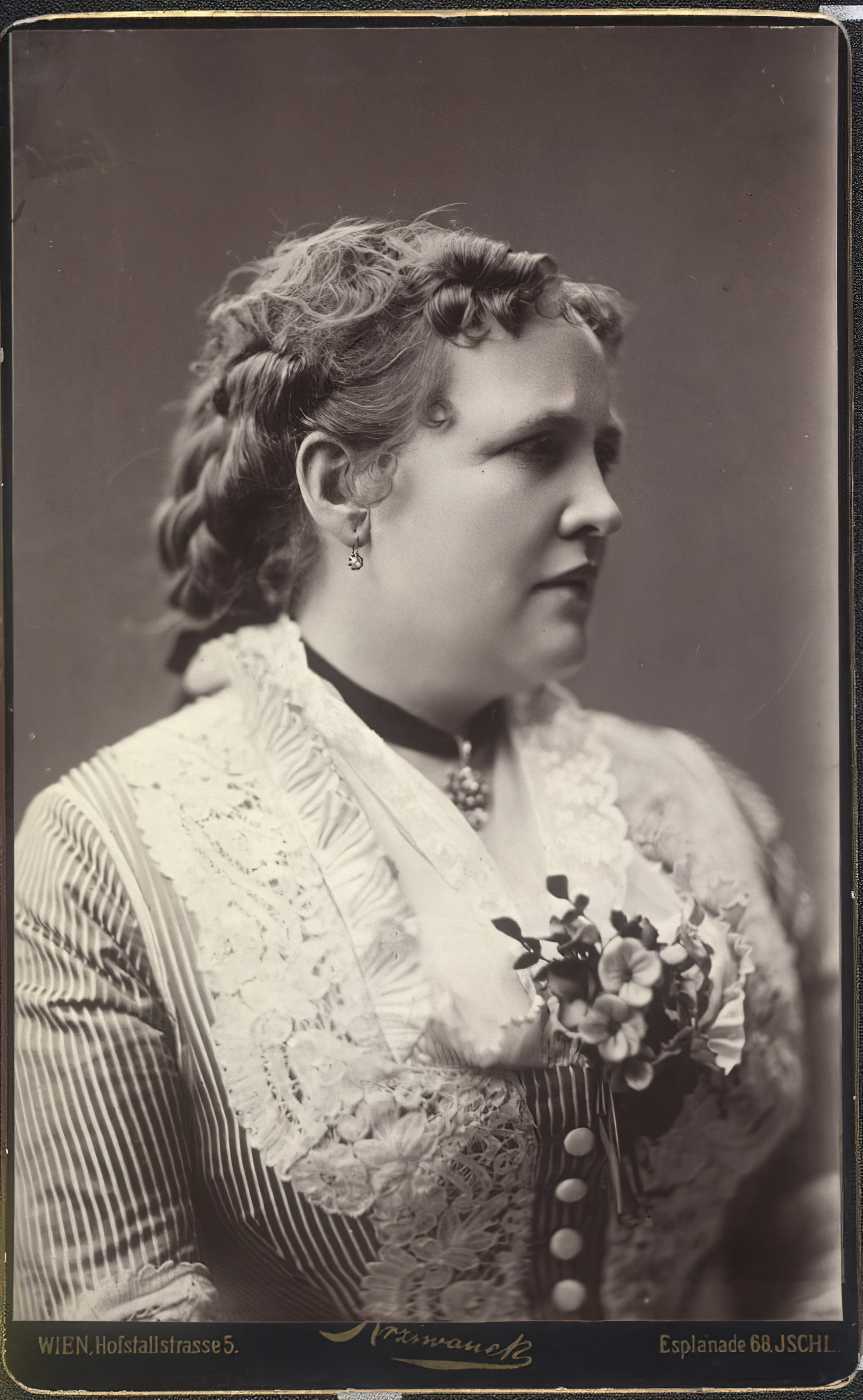
Die Schriftstellerin Ada Christen
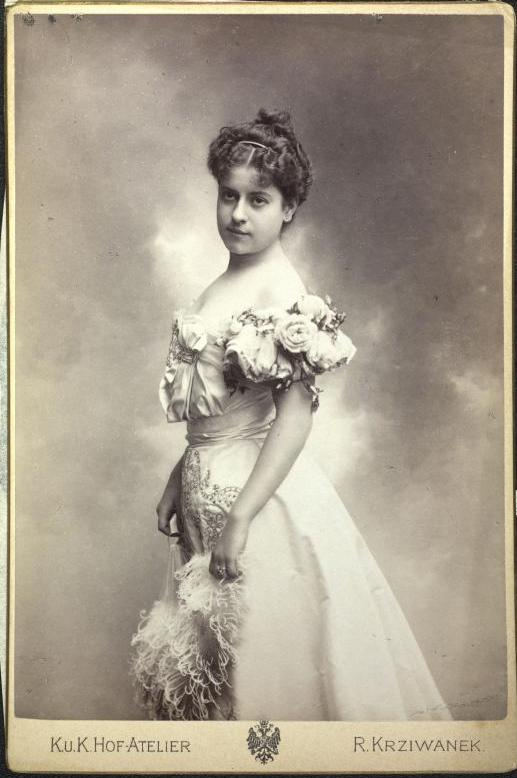
Die Schauspielerin Rosa Albach-Retty
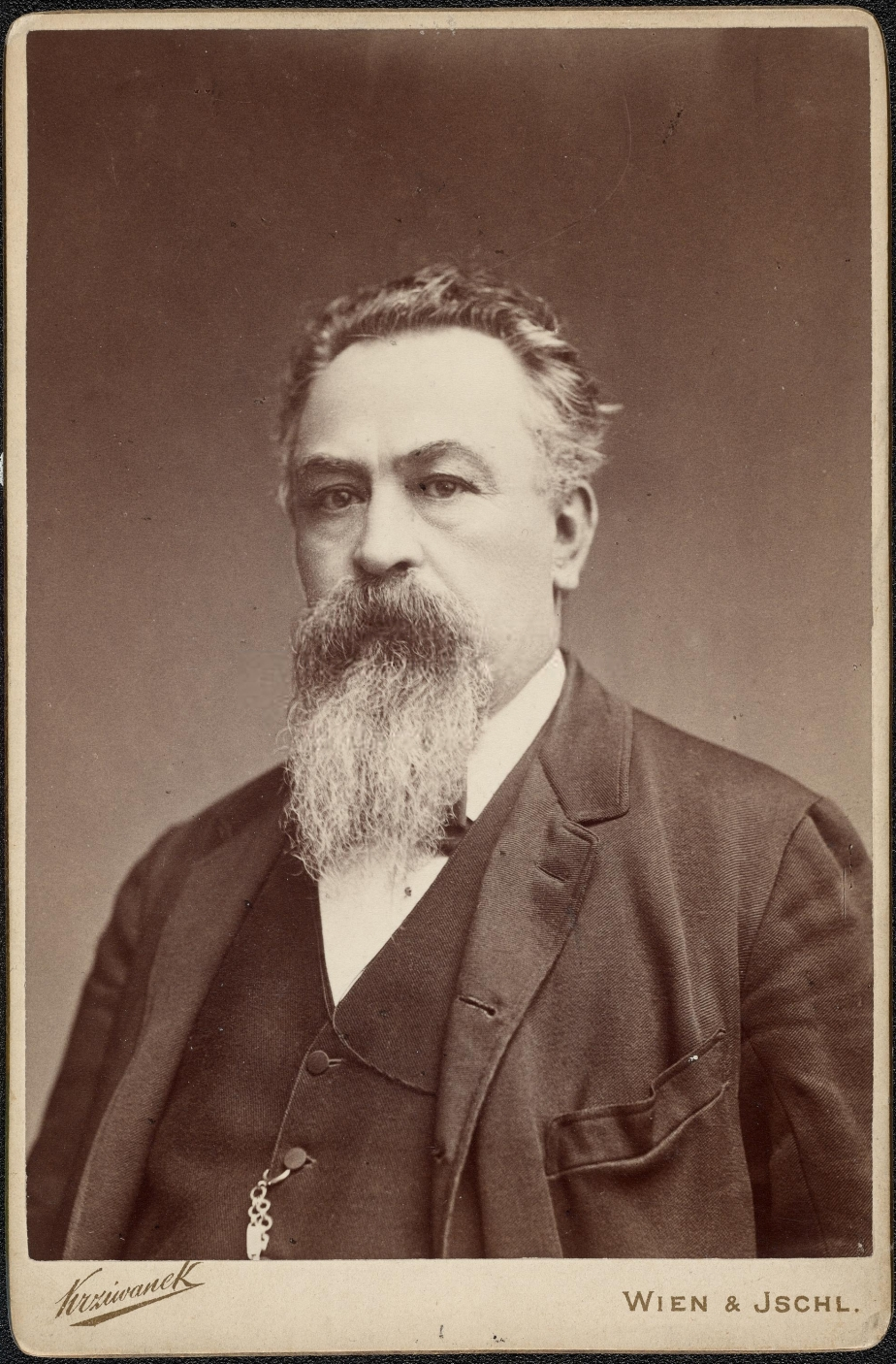
Der Chirurg Eduard Albert
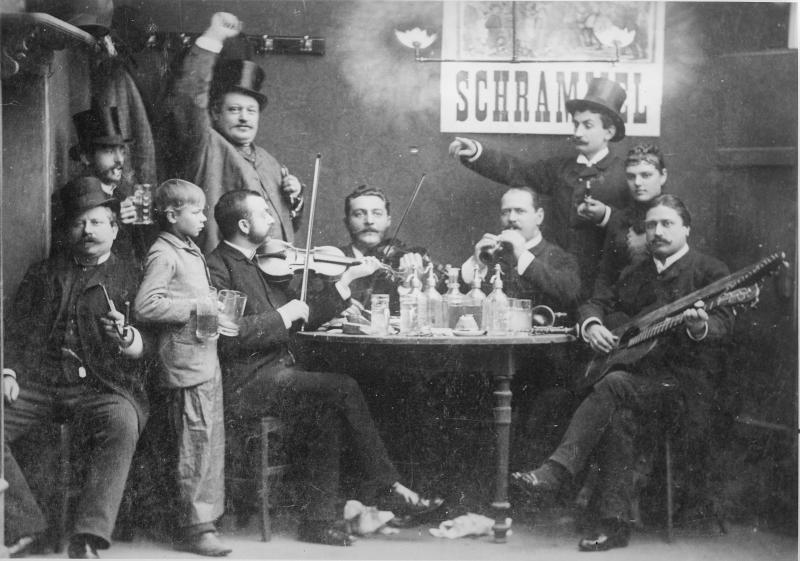
Johann Schrammels Schrammelquartett, um 1879
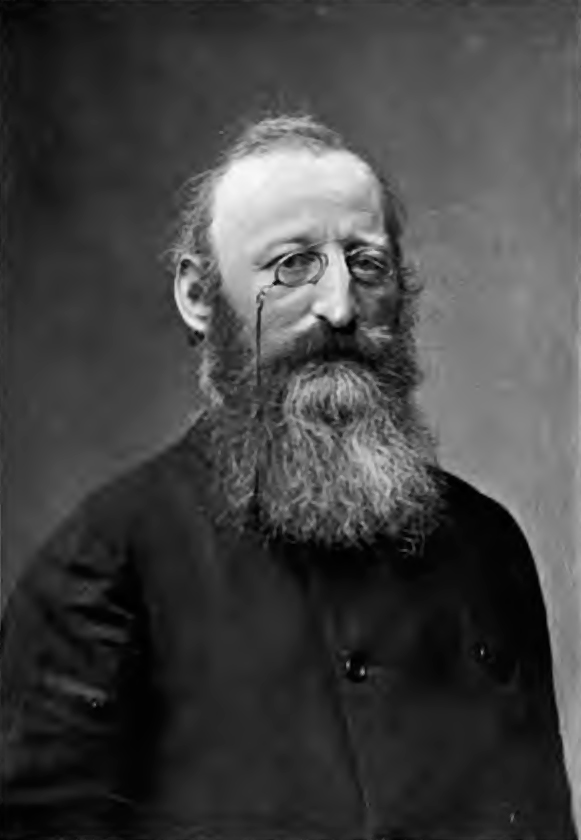
Der Schriftsteller Ludwig Anzengruber
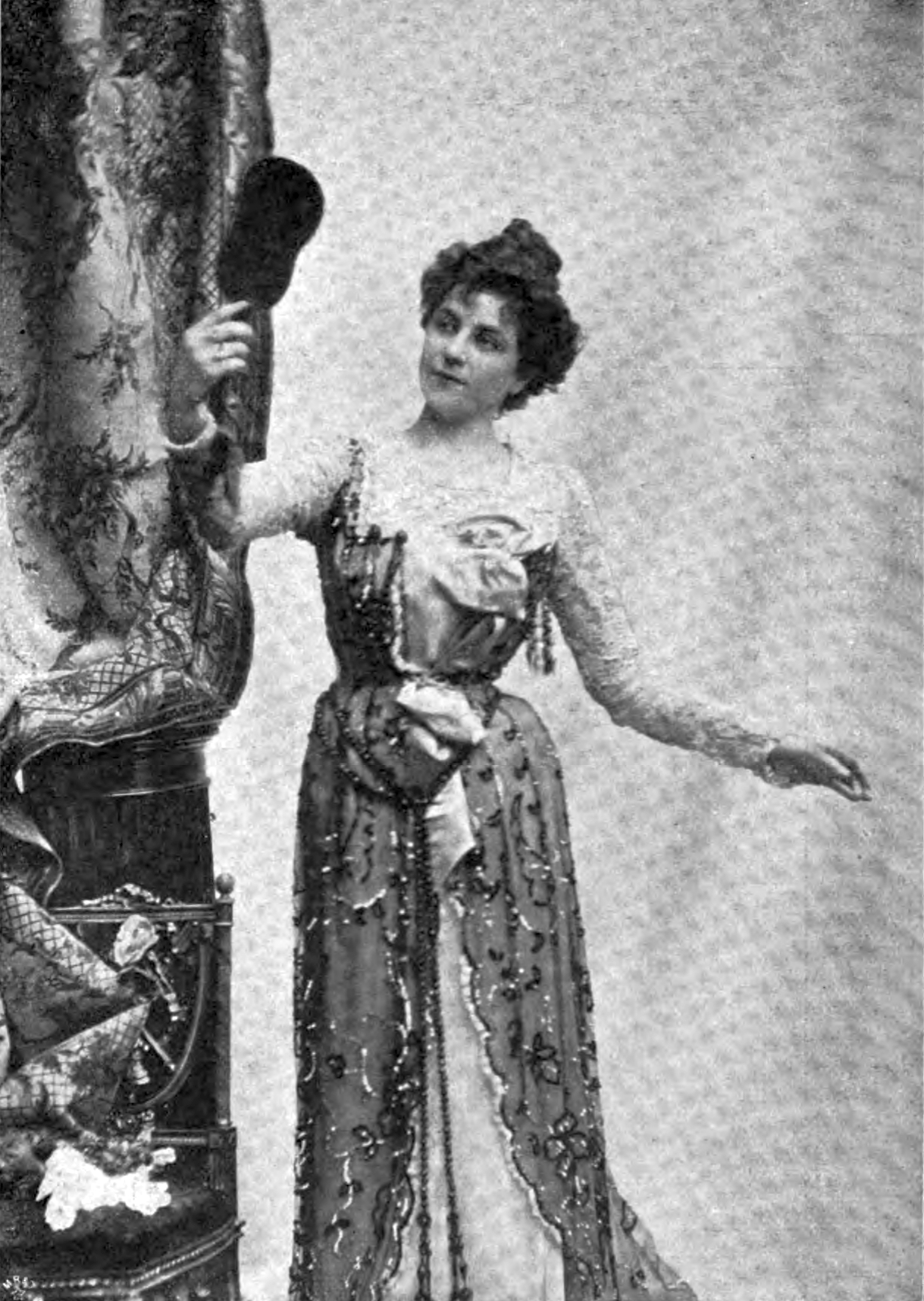
Die Salondame Fräulein Annie Kalmar
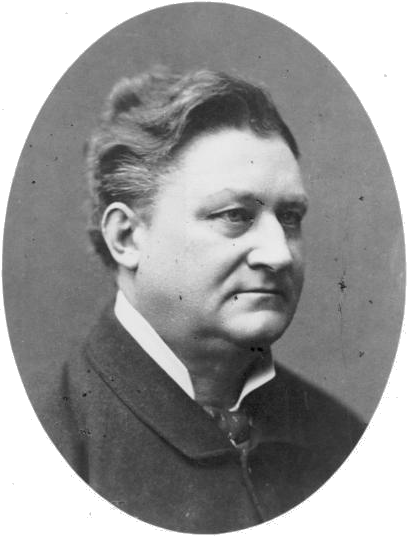
Der Schauspieler Bernhard Baumeister
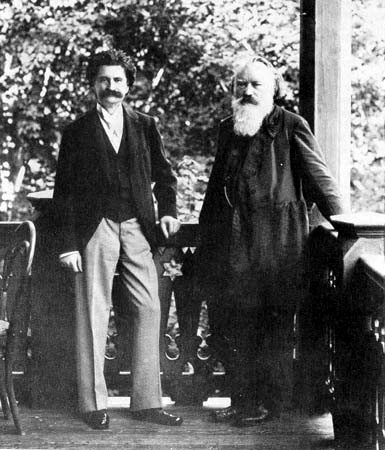
Auf der Gartenveranda in Ischl: Die Komponisten-Kollegenn Johann Baptist Strauss und Johannes Brahms, September 1894
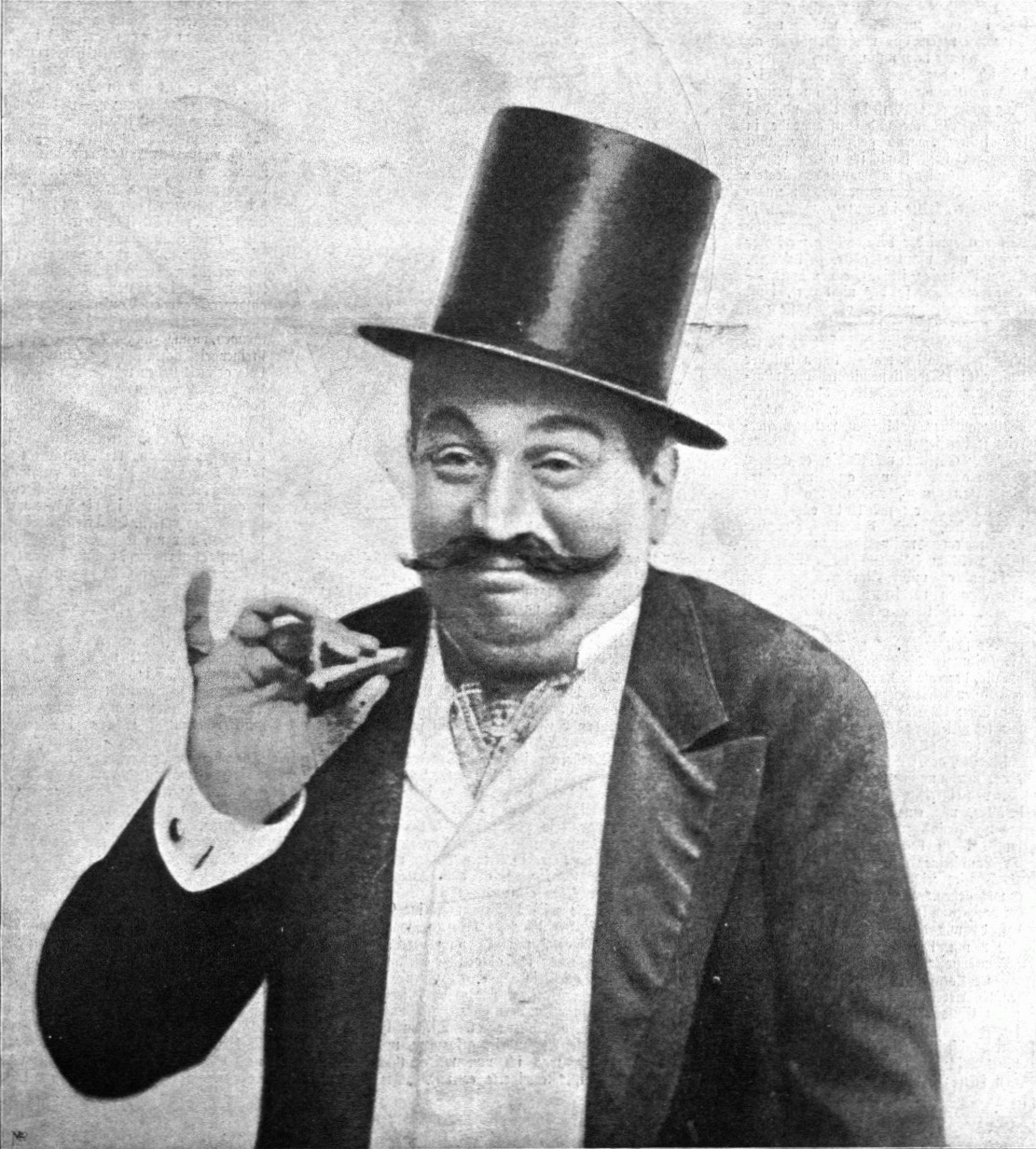
Rudolf Tyrolt als Schöllhofer in Carl Karlweis' „Das grobe Hemd“
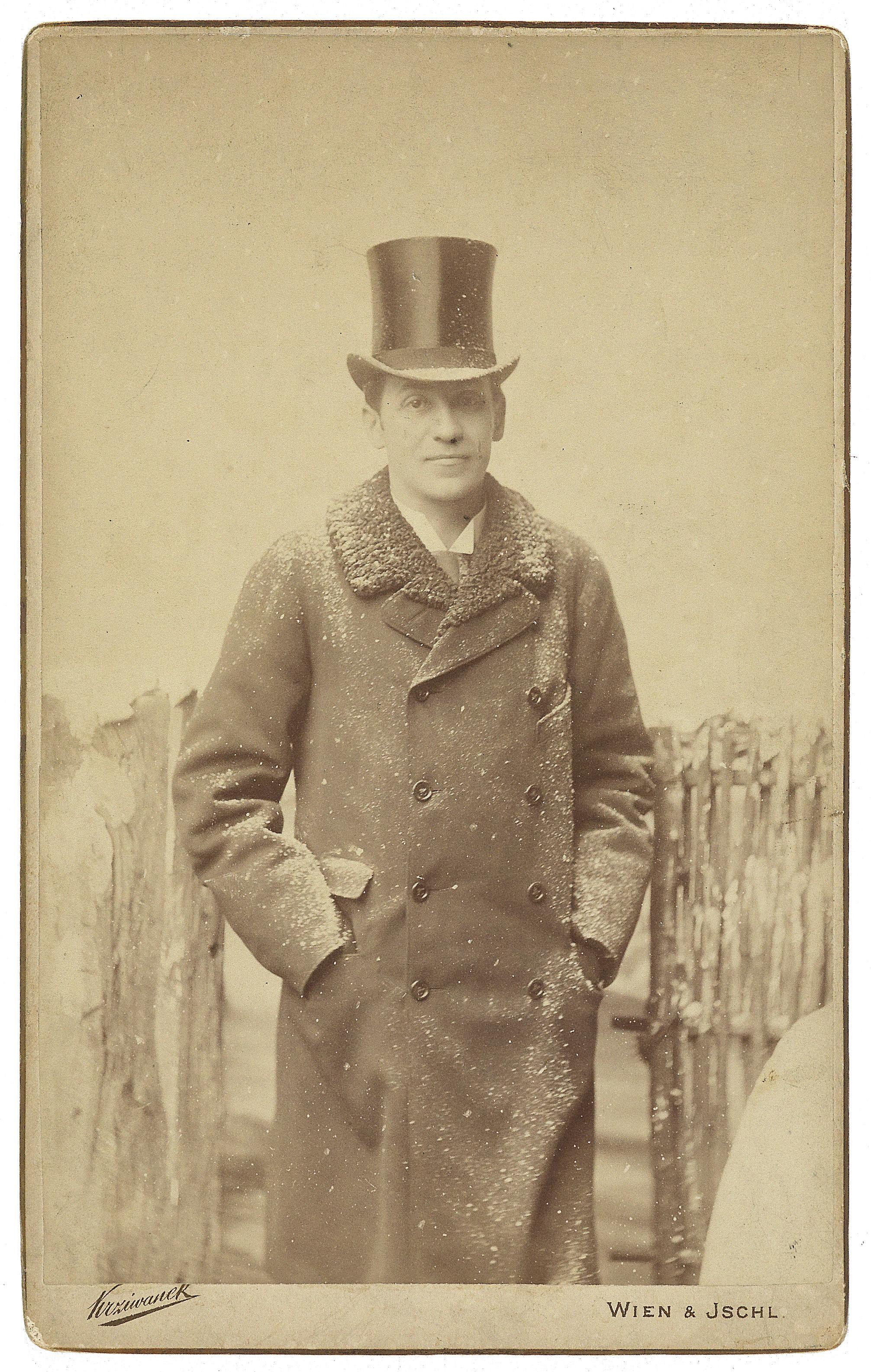
Der Schauspieler Josef Kainz, Albuminpapier auf Atelierkarton
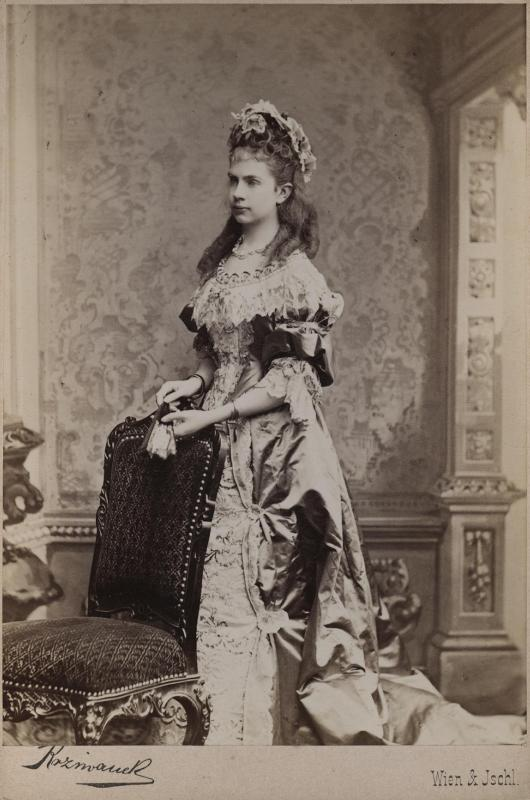
Gisela Louise Marie Erzherzogin von Österreich, Prinzessin von Bayern